# Пек, Энни Смит
Энни Смит Пек (англ. Annie Smith Peck) (19 октября 1850 — 18 июля 1935) — американская альпинистка и писательница, автор четырёх книг о путешествиях и исследованиях.

## Биография

### Детство и юность, образование
Пек родилась 19 октября 1850 в городе Провиденс.
Обучалась в гимназии, затем в школе д-ра Стокбриджа для юных леди (англ. Dr. Stockbridge’s School for Young Ladies), в Средней школе города Провиденс (англ. Providence High School), и в «Нормальной школе Род-Айленда» (англ. Rhode Island Normal School) (ныне Колледж Род-Айленд (англ. Rhode Island College)), где готовили преподавателей.
После этого Пек преподавала латинский язык в Средней школе города Провиденс, но задержалась там ненадолго, переехала в штат Мичиган, чтобы начать самостоятельную жизнь; там она работала учителем математики и языков в Средней школе города Сагино (англ. Saginaw High School) вплоть до 1874 года. Пек хотела поступить в Брауновский университет — тот, в котором учились её отец и братья, — но женщин туда в то время не принимали.
Но Пек всё равно решила продолжить образование и получить полную степень. Когда она написала об этом домой, её родные посчитали «совершенной глупостью» поступление в колледж в двадцать семь лет. Но Пек настаивала на своём, и отец согласился помочь ей получить такое же образование, которое получили её братья. Энни Пек поступила в Мичиганский университет, который открыл свои двери для женщин в 1871 году. В 1878 она окончила университет с отличием, по специальности «греческий и античные языки» (англ. Greek and Classical Languages). В 1881 году она получила степень магистра греческого языка в университете штата Мичиган. Затем Пек отправилась в Европу, где она продолжила своё образование в Ганновере и Афинах. Пек стала первой женщиной, обучавшейся в Американской школе антиковедения в Афинах (англ. American School of Classical Studies at Athens). Там она изучала археологию, а также французский, испанский и португальский языки.

### Альпинизм

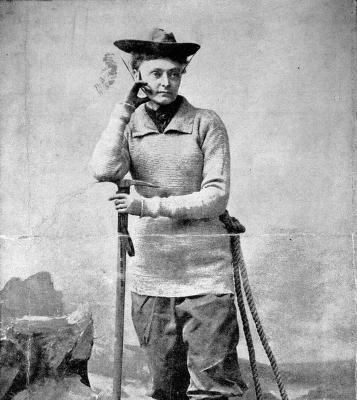
Энни Смит Пек в одежде для скалолазания. 1878 год.

В 1885 году она увлеклась альпинизмом и для начала поднялась на вершину Мыса Мисено (итал. Capo Miseno) высотой 300 футов в Италии и небольшие горные перевалы в Швейцарии, включая Теодул (10000 футов). Будучи в Греции, она поднялась на горы Имитос и Пентекус (3000-4000 футов). С 1881 по 1892 год она была пионерным профессором (англ. pioneering professor) в области археологии и латинского языка в Университете Пердью и Колледже Смит. Параллельно она начала заниматься самостоятельным проведением лекций, на чём успешно зарабатывала деньги, и к 1892 году отказалась от преподавания в учебных заведениях, стала писать книги и проводить занятия по археологии, альпинизму и лекции о своих путешествиях.
Продолжая заниматься альпинизмом, Пек восходила на несколько средне-высоких гор в Европе и в Соединённых Штатах, включая гору Шаста. В 1895 году она последовала примеру Люси Уокер: совершила успешное восхождение на Маттерхорн. Походная одежда Энни Смит — длинная туника, альпинистские ботинки и особенно брюки — была для женщин того времени очень необычной и даже вызывающей: носить брюки в общественных местах женщинам было запрещено под угрозой ареста. Это вызвало не только серьёзный ажиотаж в прессе, но и публичные дебаты (например, в «New York Times») по поводу того, чем женщины должны заниматься и кем они могут быть.
Энни Смит Пек претендовала на мировой рекорд высоты восхождения среди женщин-альпинисток, взойдя на северную вершину (пик Уаскаран-Норте) горы Уаскаран в Перу. Но её рекорд был оспорен другой американской альпинисткой и суфражисткой — Фанни Буллок Уоркман, бравшей рекордные высоты на Гималайских вершинах. Уоркмен наняла геодезистов и доказала, что Пек ошиблась примерно на 600 метров в измерении высоты из-за неисправности её альтиметра, неверно показавшего 7300 метров над уровнем моря, в то время как действительная высота вершины Уаскаран-Норте составляет 6648 метров. Так за Пек остался рекорд среди альпинисток, восходивших на горы в Америке, а мировой рекорд — за Уоркмен. Об этом восхождении Пек написала книгу «В поисках вершины Америки: высокогорный альпинизм в Перу и Боливии, в том числе покорение Уаскарана, а также некоторые наблюдения лежащей ниже страны и её жителей» (англ. The Search for the Apex of America: High Mountain Climbing in Peru and Bolivia, including the Conquest of Huascaran, with Some Observations on the Country and People Below). Именно из этой книги взята её известная цитата: «мой дом там, где мой фургон» (англ. My home is where my truck is).
Власти Перу отметили достижения Энни Смит Пек: покорённая ею неглавная вершина горы Уаскаран в 1928 году была названа её именем (Cumbre Aña Peck), а за вклад в развитие южноамериканской торговли и промышленности Перу наградило Пек золотой медалью.
После возвращения она написала две книги: «Промышленная и коммерческая Южная Америка» (англ. Industrial and Commercial South America) и «Южно-американское турне: путеводитель с описаниями» (англ. The South American Tour: A Descriptive Guide). Обе книги пользовались большой популярностью среди дипломатов, бизнесменов, корпораций, политиков и туристов. Кроме участия в суфражистском движении, Пек стала членом «Королевского географического общества» в 1917 году, а в 1925 году — членом «Общества женщин-географов». Она была также одним из основателей Американского альпийского клуба.

### Последующая жизнь
Ярая суфражистка Энни Пек никогда не была замужем и до старости продолжала заниматься альпинизмом. Она совершила первовосхождение на одну из пяти вершин горы Коропуна в Перу в 1911 году, когда ей было 65 лет, и развернула там плакат с лозунгом «Women’s Vote» в поддержку «Лиги женского избирательного права имени Жанны д’Арк» (англ. Joan of Arc Suffrage League), президентом которой она хотела стать в 1914 году.
В 1929—1930 годах Пек совершала облёт вокруг Южной Америки для того, чтобы продемонстрировать доступность и безопасность авиаперелётов для туристов. Этот перелёт стал самым длинным в Северной Америке того времени. После она опубликовала свою четвёртую и последнюю книгу: «Пролетая над Южной Америкой: двадцать тысяч миль по воздуху» (англ.  Flying Over South America: Twenty Thousand Miles by Air). За это предприятие Энни Смит Пек была награждена Правительством Чили: в 1930 году чилийский консул Луис Е. Фелиу́ (исп. Luis E. Feliú) вручил ей награду за заслуги «Decoration al Merito».
Последней вершиной, на которую взошла Энни Пек в 82 года, стала вершина горы Мэдисон в штате Нью-Хэмпшир.

### Смерть
Пек начала мировое турне в 1935 году в возрасте 84 лет, но заболела во время восхождения на Афинский акрополь. Она вернулась домой в отель Монтерей в Нью-Йорке, где умерла от бронхиальной пневмонии 18 июля 1935 года. Её тело было кремировано, прах захоронен в Род-Айленде на Северном кладбище Провиденса (англ. North Burial Ground).
Личные бумаги Энни Смит Пек (c 1873 по 1935 годы), включая дневники, письма и фотографии, хранятся в «Библиотеке архивов и специальных коллекций» (англ. Library Archives and Special Collections) Бруклинского колледжа.

## Список литературы
- Giffuni, Cathy. "Annie Peck Smith: A Bibliography, " Bulletin: Geography and Map Division, Special Libraries Association, No. 149, September 1987.
- Kimberley, Hannah Scialdone. (2012). Woman at the Top: Rhetoric, Politics, and Feminism in the Texts and Life of Annie Smith Peck (Doctoral dissertation). Retrieved from ProQuest Dissertations and Theses Database. (AAT 3510626).ISBN 978-1-267-34903-3.
- Lamar, Christine. Annie Smith Peck, 1850—1935. Providence: Rhode Island Historical Society, 1985.
- Magnus, Marilyn. Annie Smith Peck: Queen of the climbers. Macmillan: 1997. ISBN 0-02-182169-0.
- Olds, Elizabeth Fagg. Women of the Four Winds: The Adventures of Four of America’s First Women Explorers. Mariner Books: 1999. ISBN 0-395-95784-2.